# Сліпобачення
«Сліпобачення» (англ. Blindsight) — науково-фантастичний роман канадського письменника Пітера Вотса, вперше вийшов у видавництві Tor Books 2006 року. Номінувався на премії Г'юго 2007, «Локус» і Меморіальну премію Джона В. Кемпбелла.
Роман, дія якого відбувається в майбутньому, описує появу на околиці Сонячної системи іншопланетного космічного корабля і спробу земної експедиції вступити з ним у перший контакт. «Сліпобачення» досліджує теми особистості, свідомості, свободи волі, штучного інтелекту, теорії ігор, нейробіології та еволюції людини. Англійська версія книги вийшла під ліцензією Creative Commons і доступна для читання в мережі. 2014 року вийшов роман-продовження — «Ехопраксія».

## Переклад назви
За твердженням видавництва Жупанського, котре виконувало переклад роману українською, хоча термін «blindsight» не має прямого відповідника в українській психіатрії, термін «сліпобачення» схвалили психіатри, з якими радилися перекладачі. Інші варіанти — це «сліпозір», «сліпозорість», «сліпогляд», але їх відкинули, аргументуючи, що вони несуть на собі відбиток авторського стилю. Також, «сліпобачення» вже згадувалося в перекладі книги Діка Свааба «Ми — це наш мозок» (видано українською в 2016 році).

## Сюжет
У 2082 році навколо Землі з'являються і зразу ж згорають 65536 (216) зондів. Так людство дізнається, що воно не самотнє у Всесвіті. Для дослідження чужорідного об'єкта, що перебуває далеко за орбітою Плутона, з Землі вирушає корабель «Тезей» з командою вчених для встановлення першого контакту. «Тезей» оснащений двигуном, що використовує видобуту з навколишнього простору антиматерію; необхідну для цього енергію «Тезею» передає залишений на навколосонячній орбіті надпотужний лазер, тому корабель може рухатися тільки вздовж лазерного променя. Крім цього, «Тезей» здатний перебудовувати себе, нарощувати свою масу і виробляти будь-які матеріали та пристрої, на які його запрограмують члени екіпажу. Команда корабля, що перебуває протягом усього польоту в стані анабіозу, включає спостерігача Сірі Кітона (від особи якого ведеться розповідь), біолога Ісаака Шпинделя, військового фахівця Аманду Бейтс і лінгвіста Сьюзан Джеймс (яку також називають Бандою, оскільки в її свідомості живуть чотири особи). Командує екіпажем Юка Сарасті, «вампір» — представник вимерлого виду людини, згодом відновленого засобами генетики. За своїм інтелектуальним здібностям вампіри багато в чому перевершують людей і біологічно стоять вище них у харчовому ланцюжку, тому екіпаж відчуває страх перед своїм командиром.
Спочатку корабель прямує в пояс Койпера до передбачуваного джерела зондів — комети Бернса — Колфілда. Однак за час руху «Тезея» до комети, яка дійсно виявилася штучним об'єктом, дістаються земні зонди, і вона самознищується. «Тезей» направляють до іншого, нововідкритого об'єкта — прихованого в хмарі Оорта коричневого карлика з масою вдесятеро більшою від маси Юпітера, на відстані половини світлового року від Землі, під назвою Великий Бен. Великий Бен оточений сотнями тисяч безпілотних апартів, але серед них екіпаж «Тезея» виявляє те, за чим вони прилетіли: іншопланетний космічний корабель розміром, як місто. Як і «Тезей», цей об'єкт здатний добудовувати й удосконалювати самого себе, але робить це набагато швидше.
Землянам удається вступити в контакт із об'єктом, що називає себе «Роршахом», і вести з ним осмислені на перший погляд переговори, однак поступово вчені усвідомлюють, що мають справу з «китайською кімнатою»: «Роршах» відповідає на питання землян словами, запозиченими із земних же радіопереговорів, не розуміючи їхнього змісту і не може повідомити людям якусь нову інформацію. Земляни наважуються наблизитися до «Роршаха» і потрапити всередину. Спочатку «Роршах» здається людям порожнім і непридатним для життя: сильні магнітні поля і високий рівень радіації виводять із ладу земне обладнання і викликають у людей галюцинації і променеву хворобу, однак високотехнологічні машини «Тезея» щоразу повертають вченим утрачене здоров'я. Поступово земляни розуміють, що мешканці «Роршаха» ховаються від людей, використовуючи своєрідну систему маскування — «сліпобачення», підлаштовуючись під рухи людських очей аби бути невидимими. Однак, вченим удається спочатку вбити одного з іншопланетян, а потім і захопити декількох прибульців — багатоногих істот без центрального мозку, схожих на земних офіур, яких екіпаж прозвав «шифраторами». Під час однієї з таких вилазок у «Роршах» гине Ісаак Шпиндель, і посада корабельного біолога переходить до Роберта Каннінгема, що до цього перебував на борту корабля в стані анабіозу.
Досліджуючи спійманих «шифраторів», екіпаж «Тезея» приходить до парадоксального висновку: іншопланетяни за інтелектом перевершують людей, але не володіють розумом у людському розумінні, не мають свідомості і не сприймають себе як особистості. Більш того, саме поняття свідомості для них безглузде, а поширювані навколо Сонця радіосигнали — земні радіо- й телепередачі, весь зміст яких засновано на природній для людей концепції свідомості — виглядають інформаційним сміттям, диверсією, покликаною завдати шкоду приймаючій стороні, яка змушена витрачати час і ресурси на його розшифровку.
Юка нападає на Сірі Кітона з ножем; ця витівка налаштовує проти капітана інших членів команди, проте змушує самого Кітона задуматися про свій статус байдужого і мовчазного спостерігача, і зрештою він переймається симпатією до вампіра. У відриві від рідних умов «Роршаха» здоров'я полонених інопланетян швидко гіршає. Земляни вирішують підвести «Тезей» ближче до «Роршаха», щоб продовжити «шифраторам» життя, проте незабаром після цього «Тезей» зазнає атаки з боку «Роршаха», і полоненим «шифраторам» удається втекти, захопивши з собою одного із землян, біолога Каннінгема. Сарасті ділиться з Сірі Кітоном своїми планами: оскільки «Роршах» неминуче буде загрожувати Землі, його треба знищити ціною своїх життів, використовуючи паливні баки, наповнені антиматерією. Одночасно з атакою «Роршаха» на борту «Тезея» спалахує заколот, у якому Сарасті гине, але продовжує існувати у вигляді «зомбі», яким безпосередньо керує бортовий комп'ютер корабля. Він встигає запустити Сірі в космос у рятувальному човнику — Сірі повинен особисто донести до людства інформацію про «Роршаха» і йому подібних. Зрештою два кораблі, земний і іншопланетний, знищують один одного. Човник Сірі збивається з лазерного променя, тому не може набрати необхідну швидкість і тривалість його зворотного польоту до Землі багаторазово збільшується.
Сірі більшість часу перебуває в анабіозі, а в короткі хвилини пробуджень прислухається до радіопередач, розуміючи, що на Землі відбулися зміни на гірше: знайоме йому людське суспільство змінилося. Про причини він може лише здогадуватися, але вони утримують його від спроб зв'язатися з Землею. Він дедалі більше сумнівається, чи варто йому повертатися. Він ставиться до пережитого по-філософськи, міркуючи, що з часом може виявитися останньою розумною істотою у Всесвіті.

## Персонажі
Команда «Тезея» складається з дев'яти вчених, але четверо з них перебувають в анабіозі як замінники-дублери основної групи. Троє дублерів до самого кінця оповідання так і не виходять з анабіозу, гинучи разом із кораблем.
- Сірі Кітон, спостерігач-«синтезист», протагоніст роману і оповідач. Його роль в експедиції — вести хроніку першого контакту і, що не менш важливо, спостерігати за колегами-науковцями; інші члени експедиції недолюблюють його, називаючи «комісаром». У дитинстві Сірі за медичними показаннями видалили ліву півкулю мозку, і він втратив здатність до емпатії; він змушений аналізувати чужу поведінку і свідомо розробляти власну реакцію, натомість виклад сприйняття ним подій більш об'єктивний.
- Юкка Сарасті, командир експедиції, вампір — представник відродженого виду людей, що вимерли до подій роману. Маючи гостріший розум ніж підлеглі-люди, він в змозі бачити проблему з кількох боків одночасно і використовувати насильство як інструмент наукового дослідження. Мозок Сарасті безпосередньо з'єднаний з бортовим комп'ютером «Тезея» через нейрокомп'ютерний інтерфейс.
- Ісаак Шпиндель, біолог і лікар, зайнятий як дослідженням іншопланетян, так і турботою про здоров'я членів екіпажу. М'який і доброзичливий Шпиндель є кіборгом з багатьма імплантатами, і прилади в його лабораторії є продовженням його тіла.
- Майор Аманда Бейтс, військова фахівчиня, покликана вступити в бій у разі, якщо прибульці виявляться агресивними. Як і Шпиндель, вона — кіборг з імплантатами, які перетворюють її в першокласного бійця. Майор Бейтс командує цілою армією роботів-солдатів, сконструйованих і виготовлених системами «Тезея».
- «Банда Чотирьох», лінгвіст із розщепленою особистістю: в тілі науковиці співіснують чотири різні особистості. У всесвіті «Сліпобачення» цей стан вважається не психічним розладом, а «багатоядерною» перевагою. У фіналі роману в тілі «Банди» виникає нова, п'ята особистість, що переважає інших.
  - Сьюзан Джеймс, первісна особа, яка очолює групу.
  - Мішель, тиха й соромлива особистість, закохана в Ісаака Шпинделя.
  - Саша, груба і агресивна особистість, яка вороже ставиться до Сірі Кітона.
  - Дробар, єдина чоловіча особистість, рідко з'являється на світ і зайнята розв'язуванням особливо складних завдань.
- Роберт Каннінгем, біолог і лікар, дублер Ісаака Шпинделя. Його виводять з анабіозу після загибелі Шпинделя, і саме він займається дослідженням спійманих «базік». На відміну від Шпинделя, Каннінгем — саркастична людина.

У спогадах Сірі Кітона також з'являються мешканці Землі — його друг дитинства Роберт «Паґ» Паґліно; нелюба мати Гелен, яка в кінці життя усамітнюється в режисовану віртуальну реальність; батько, співробітник спецслужб, який через відрядження рідко буває вдома; і дівчина-психологиня Челсі, яка мала з Сірі дивні любовні стосунки.

## Головна тема
У романі порушено питання роботи мозку, сприйняття ним інформації, тему різниці між інтелектом і розумом. Назва роману взята від неврологічного захворювання «сліпобачення», за якого людина може дивитися, але не бачити окремі предмети.
Цікаво, що Воттс надає в кінці книги список використаної літератури: 144 книги та журнали, такі як Science, Nature, Scientific American, з докладними поясненнями, звідки взято ті чи інші ідеї. Проте одну книгу Воттс згадує особливо, це «Бути ніким» Томаса Метцингера.

## Переклад українською
«Сліпобачення» задумувалося як перша книга в серії «AD ASTRA» видавництва Жупанського. Воно планувало запросити Пітера Воттса на Форум видавців у Львові 2017 року, де очікувалася презентація книги. Проте переклад роману затягнувся, відповідальність за що видавництво поклало на перекладачів, які за угодою мали здати готовий переклад до 3 квітня 2017 року. Також, постійне перенесення дати здачі перекладу, яке пояснювалося необхідними консультаціями з фахівцями у різних сферах, тривало кілька місяців. Згідно з твердженням видавництва, перекладачі потім перестали виходити на контакт, пояснивши це «трагічними обставинами». В результаті візит Воттса було скасовано. Видання перекладу відбулося в січні 2018 року замість запланованого вересня 2017.
- Пітер Воттс. Сліпобачення / Пітер Воттс; з англ. пер. А. Пітик, К. Грицайчук. Людина, що відправила у космос вампіра: передмова / Володимир Арєнєв — К.: Вид-во Жупанського, 2018. — (Ad Astra) — 384 с. ISBN 978-966-2355-99-4